# Барили, Альфредо
Альфредо Барили (итал. Alfredo Barili; 2 августа 1854, Флоренция — 17 ноября 1935, Атланта) — американский пианист, композитор и музыкальный педагог итальянского происхождения. Сын певца Этторе Барили, племянник Аделины Патти.

## Биография
С четырёхмесячного возраста жил в США, учился музыке у своего отца, впервые выступил публично в 10 лет. В Филадельфии занимался как пианист у Карла Вольфсона, в 1872—1879 гг. учился в Кёльнской консерватории у Фердинанда Хиллера (композиция), Фридриха Гернсхайма и Джеймса Кваста (фортепиано). По возвращении в США в 1880 г. обосновался в Атланте, став первым постоянно проживающим и выступающим в городе пианистом. Преподавал в Атлантском женском институте. В 1883 г. провёл в Атланте первый музыкальный фестиваль, в том же году организовал первые в городе гастроли оркестра Теодора Томаса совместно с подготовленным Барили местным хором, причём Томас уступил Барили право дирижировать произведениями, в которых хор был задействован. В 1899 г. открыл собственную частную школу музыки — одну из первых на американском Юге. Продолжал также выступать как пианист и аккомпаниатор — в частности, сопровождал свою знаменитую в её лондонских гастролях 1911 г. Салонные фортепианные пьесы Барили пользовались определённой популярностью — в частности, его Колыбельная (англ. Cradle Song) выдержала 26 изданий.